# 瓦爾特港

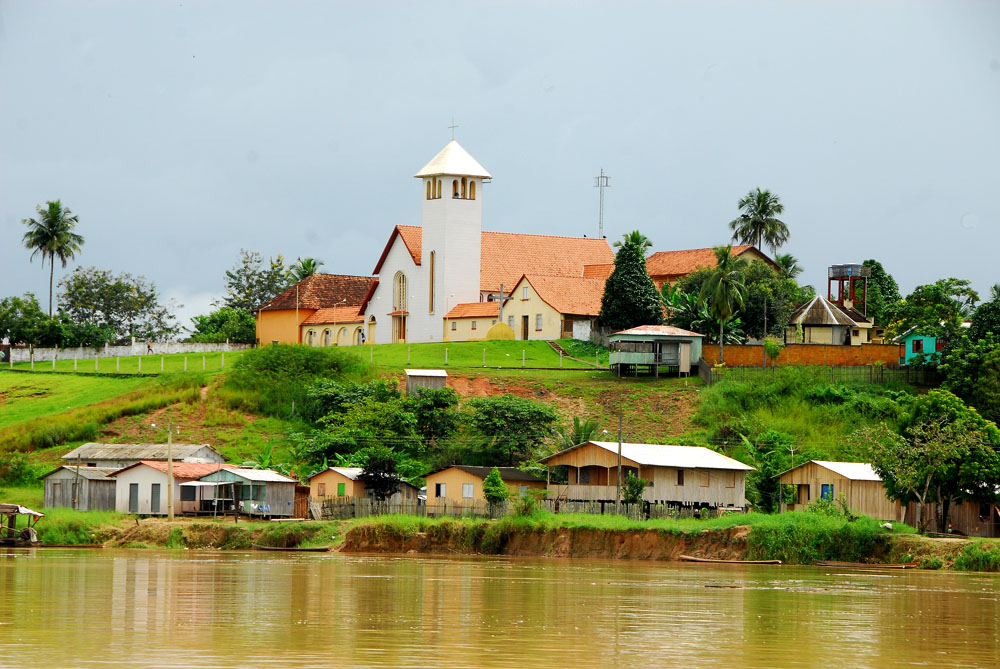
瓦爾特港

08°16′08″S 72°44′38″W / 8.26889°S 72.74389°W
瓦爾特港（葡萄牙語：Porto Walter），是巴西的城鎮，位於該國西北部，由阿克里州負責管轄，始建於1910年6月25日，面積6,136平方公里，2014年人口10,453，人口密度每平方公里1.7人。